# Gran Premio Città di Camaiore 1981
Il Gran Premio Città di Camaiore 1981, trentaduesima edizione della corsa, si svolse il 17 giugno 1981 su un percorso di 209 km, con partenza e arrivo a Camaiore. La vittoria fu appannaggio dell'italiano Giuseppe Saronni, che completò il percorso in 5h03'00", alla media di 41,386 km/h, precedendo i connazionali Giovanni Mantovani e Simone Fraccaro.

## Ordine d'arrivo (Top 10)
| Pos. | Corridore            | Squadra               | Tempo    |
| ---- | -------------------- | --------------------- | -------- |
| 1    | Giuseppe Saronni     | Gis Gelati-Campagnolo | 5h03'00" |
| 2    | Giovanni Mantovani   | Hoonved-Bottecchia    | s.t.     |
| 3    | Simone Fraccaro      | Gis Gelati-Campagnolo | s.t.     |
| 4    | Silvano Cervato      | Santini-Selle Italia  | s.t.     |
| 5    | Claudio Corti        | Sammontana            | s.t.     |
| 6    | Alfio Vandi          | Selle San Marco       | s.t.     |
| 7    | Luciano Lorenzi      | Santini-Selle Italia  | s.t.     |
| 8    | Franco Conti         | Selle San Marco       | s.t.     |
| 9    | Giuliano Biatta      | Inoxpran              | s.t.     |
| 10   | Alessandro Paganessi | Bianchi-Piaggio       | s.t.     |